# アラン・ピアソン
アラン＝エマニュエル・ピアソン（Alan Emanuel Pierson、1974年5月12日 - ）は、イリノイ州シカゴ出身のアメリカの指揮者。
1974年、母エレイン・ピアソン、パデュー大学工学教授の父エドワード・S・ピアソンのもとシカゴに生まれる。1996年にマサチューセッツ工科大学（MIT）で音楽と物理学の学位を取り卒業。MIT時代にはMIT交響楽団のティンパニ奏者とアシスタント・コンダクターを務め、作曲活動もこなした。
MIT卒業後はイーストマン音楽学校で音楽の研究を続け、在学中に現代音楽アンサンブル Ossia を共同で創設している。その後、Ossia の後身にあたるアラーム・ウィル・サウンドを共同創設し、2001年には初のコンサートを開催。また、同年ピアソンはアラーム・ウィル・サウンドの初代音楽ディレクターに就任し、以後現在までひきつづき同ポストにある。
2011年1月、ピアソンはブルックリン交響楽団芸術ディレクター職の指名を受けた。ピアソンは正式に同職を引き受け、2011年から2012年にかけての1期のみ務めたが、以降の契約は更新されていない。アメリカ国外では、アイルランドの現代音楽アンサンブルであるクラッシュ・アンサンブルのプリンシパル・コンダクターを務める。
ピアソンは2002年からニューヨーク在住である。私生活では医師デビッド・ヘルスゼンソンとシビル・ユニオンを結んでおり、2010年8月にパートナーシップを宣誓している。
2013年2月、ピアソンはNY市の公共ラジオ局WNYCによる番組 Radiolab 内で紹介された。